# 農業国
農業国（のうぎょうこく、agriculture country ）とは、農業に競争力を持つ国、あるいは農業が経済に占める割合が高い国をいう。農業国には工業化の進展した工業国でもある国もある。

## 概要

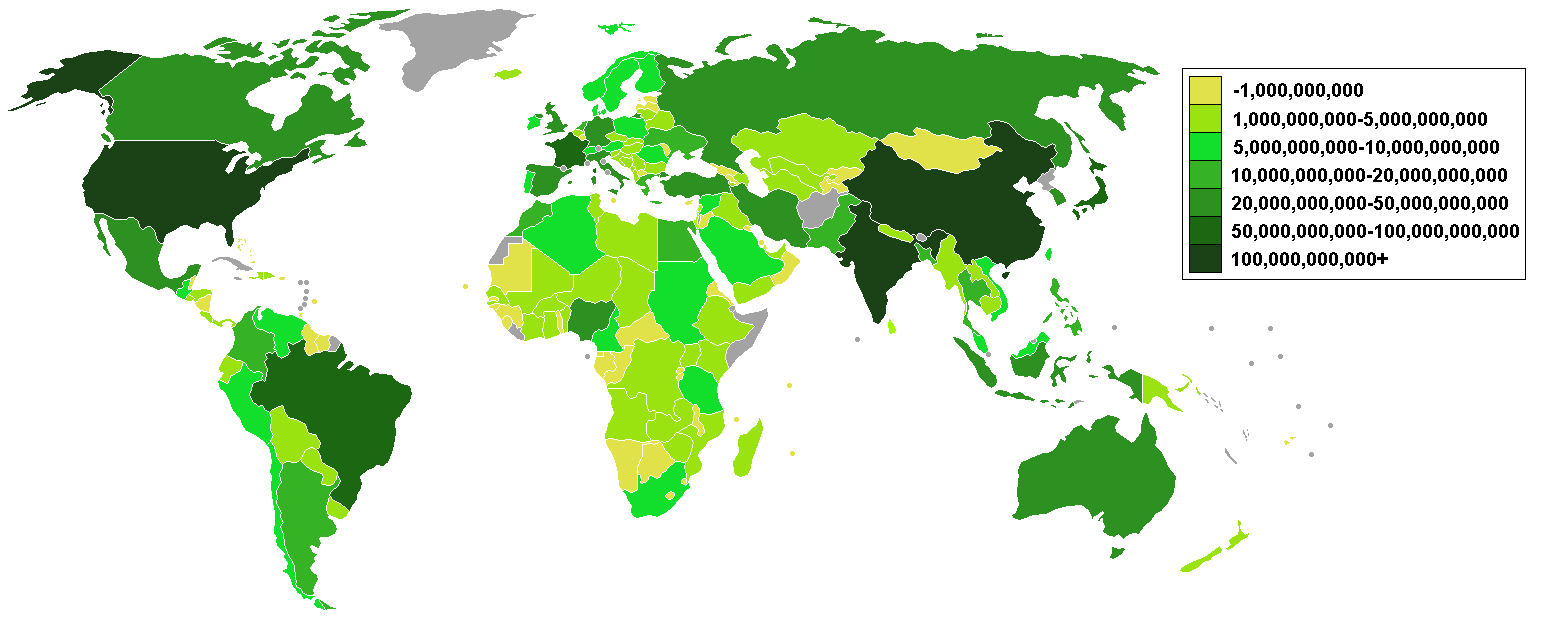
各国農業生産

農業は、農耕の開始以来長く人類社会の基盤産業であった。今日でも、都市国家などの例外を除きほとんど全ての国で農業がおこなわれている。各国における農業の状況は様々であるが、ある国を「農業国」という場合、文脈により以下のような国を指して用いられる。
- 農業に市場競争力があり、食糧輸出等が盛んな国。この場合、その国は工業国でもある場合もある。アメリカ合衆国やフランス、オーストラリアなど。
- 農業以外に主要な産業がなく、農業が経済において大きな割合を占めている国。この場合、その国は食糧輸出などは行っておらず、むしろ食糧輸入国である場合もある。

### 農業に競争力を持つ国
この場合の農業国とは、農産物が世界の市場で競争力を持っており、食糧輸出などが盛んな国である。現代において最大の食料輸出国はアメリカ合衆国である。トウモロコシや大豆、小麦などの穀物や、牛肉などの畜肉を大量に輸出している。他にもフランスやオーストラリアなどのいくつかの先進国が食料輸出国である。発展途上国でも、タイのコメやブラジルのコーヒー・大豆などは大量に生産・輸出されている。
これらの国々では、農業生産が企業化・機械化・工業化されている場合も多く、世界市場においては穀物メジャーなどが大量の農作物貿易を仲介している。また、アメリカやフランスなどでは、農業経営者へ多大な補助金が渡されることで生産が過剰になっている側面もあり、農作物市場における世界的な価格低迷を招いている。

### 農業が経済に占める割合が高い国
この場合の農業国とは、食糧を輸出しているかどうかに関わらず、農業が経済の高い割合を占めている国である。工業化が進展していないアジア、アフリカ諸国などの他、あるグループ内で農業が経済に占める割合が低い国と比較して、農業国といわれる場合もあり、西ヨーロッパ諸国と比較した場合の東ヨーロッパ諸国や、他の先進国と比較した場合のアメリカ、フランスなどを指して用いられる場合もある。
これらの国では、零細な農業経営が温存されており、競争力が低い場合には関税障壁によって保護の対象とされることも多い。特に資源を持たず、工業化も進展していないため結果的に農業国となっている国は、農作物の価格低迷もあって貧困から抜け出し難い状況にあり、発展途上国間での経済格差も問題となっている。